# Orthoconchoecia atlantica
Orthoconchoecia atlantica är en kräftdjursart som först beskrevs av Lubbock 1856.  Orthoconchoecia atlantica ingår i släktet Orthoconchoecia och familjen Halocyprididae. Inga underarter finns listade i Catalogue of Life.